# مطار المغامرات
مطار المغامرات (بالإنجليزية: The Save-Ums!) هو مسلسل تلفزيوني للأطفال رسوم متحركة بالكمبيوتر كندا من إنتاج شركة Decode Entertainment. تم عرض المسلسل لأول مرة على Discovery Kids في 24 فبراير 2003، وانتهى في 10 أكتوبر 2006 بإجمالي 40 حلقة تم إنتاجها. يحكي المسلسل عن مجموعة دورية مكونة من ستة كائنات فضائية بمظاهر مختلفة، يساعدون مختلف المخلوقات عندما يواجهون صعوبة.
1. 1 2  "البرامج التلفزيونية.دي إي" (بالألمانية). Retrieved 2020-05-28.